# 大炊御門経頼
大炊御門 経頼（おおいのみかど つねより）は、戦国時代から江戸時代初期にかけての公卿。権大納言・中山孝親の子。官位は従二位・権大納言。主に正親町天皇（106代）・後陽成天皇（107代）に仕えた。大炊御門家17代。

## 経歴
大炊御門経名が薨去した後、断絶していた大炊御門家を相続し17代当主となる。
永禄4年（1561年）に叙爵。以降累進して天正3年（1575年）に従三位となり公卿に列する。天正9年（1581年）に従二位・権大納言となる。天正13年（1585年）まで務め、天正16年（1588年）に再任した。慶長13年（1608年）には神宮伝奏に任じられている。

## 系譜
- 父：中山孝親
- 母：五辻諸仲娘
- 継室：吉良義康娘
  - 次男：大炊御門経孝
- 妻：不詳
  - 長男：大炊御門頼国